# Эллис, Кендалл
Кендалл Эллис (англ. Kendall Ellis; род. 8 марта 1996, Пемброк-Пайнс, Флорида) — американская легкоатлетка, которая специализируется в спринтерских дисциплинах, чемпионка мира в эстафете 4×400 метров. Бронзовый призёр Олимпийских игр 2020 в Токио.

## Биография
Первую золотую медаль чемпионки мира Эллис получила в составе сборной США на лондонском чемпионате мира 2017 года, хотя и не принимала участия в финальном забеге.
На чемпионате мира 2019 американка одержала вторую в карьере «золото» в женской эстафете 4×400 метров.